# Zettenkaiser
Lo Zettenkaiser è una montagna alta 1 968 m con una croce sulla vetta, sita nei Monti del Kaiser, nel Kalkapen settentrionale.

## Geografia
Lo Zettenkaiser fa parte della lunga cresta nella parte occidentale dei Monti del Kaiser, che si estende dallo Zettenkaiserkopf al Sonneck. È separato dallo Scheffauer, quasi 150 m più alto, che gli confina a est, da una gola (Grübler Lucke). A ovest, diverse torri di cresta e gole lo separano dal Grübler Kaiser. A est, ai piedi della cima, si trova il Kaindlnadel . La cima, con la sua cresta pronunciata, a tratti molto stretta, scende verso sud e verso est attraverso ripide pareti rocciose, alcune delle quali intervallate da pini mughi e balze erbose, fino al Lago di Hinterstein (a sud) e alla Steinbergalm. È una delle vette raramente visitate dei Monti del Kaiser. Vista a sud sulla cresta principale alpina, a nord sullo Zahmer Kaiser, a ovest sulla valle dell'Inn e a est sullo Scheffauer.

## Alpinismo
La vetta è raggiungibile solo da alpinisti esperti; anche la via normale è molto impegnativa e molto esposta sulla lunga cresta.
Il percorso normale segnalato (Riegensteig) inizia presso il rifugio privato Kaindlhütte (1 293 m) sulla Steinbergalm, attraversa il Großer Friedhof e il Kleiner Friedhof (due circhi glaciali) e poi, a circa 1 700 m, dopo aver superato un gradino roccioso alto 3-4 m (II+ grado di difficoltà) (aggirabile anche a destra), attraverso canaloni in un ambiente di pino silvestre, raggiunge la cresta ovest. La cresta non presenta particolari difficoltà (I grado), è per lo più esposta e richiede quindi passo sicuro e assenza di vertigini. Non sono presenti dispositivi di sicurezza e la segnaletica è in alcuni punti sbiadita (dal 2015); allontanandosi dal percorso, il sentiero diventa notevolmente più difficile. Il percorso dura circa 2 ore dal rifugio Kaindlhütte.
Ancora più impegnativa è la salita alternativa alla vetta attraverso il North Face Trail , che si dirama dalla via normale al Kleiner Friedhof e si ricongiunge alla via normale direttamente sotto la vetta. Trovare il percorso è difficile e l'escursione dal rifugio Kaindlhütte dura circa un'ora e mezza.
Lo Zettenkaiser è anche una montagna molto apprezzata dagli scalatori. Particolarmente apprezzata è la traversata della cresta occidentale dal Grübler Kaiser fino alla vetta (grado II-III). L'inizio di questo itinerario sul Grübler Kaiser avviene da Hochegg, seguendo sentieri, un breve tratto roccioso (grado II), attraverso viali di pino silvestre e superando la cresta (terreno escursionistico, grado I, tratti II, due tratti III). Poco dopo il bivio con il sentiero segnalato Walleralm–Kaindlhütte, iniziano i segnavia rossi che conducono al Grübler Kaiser. Gli scalatori tentano anche la traversata della vetta fino allo Scheffauer (con calata in corda doppia nella Grübler Lucke). Numerose sono anche le vie di arrampicata sui versanti nord ed est. Anche il Kaindlnadel, situato di fronte alla vetta, è una meta ambita dagli scalatori.